# Pieve di Curtarolo
Pieve di Curtarolo is een plaats (frazione) in de Italiaanse gemeente Curtarolo.